# Sceliphron spirifex
Espèce
La pélopée tourneur (Sceliphron spirifex) est une espèce d'insectes hyménoptères de la famille des Sphecidae, une guêpe maçonne.

## Description
Elle est principalement noirâtre avec un peu de jaune sur la base des ailes. Cette pélopée dispose d'un gastre allongé, appelé pétiole. Elle ne possède pas de dard.

## Comportement, reproduction
Sa principale caractéristique est de fabriquer des nids en argile (dans des endroits à l'ombre comme dans les toitures, les rochers, les poutres, ...) et d'être arachnophage (comme toutes les guêpes maçonnes du genre Sceliphron). Chacun de ses nids contient jusqu'à une dizaine d'araignées de plusieurs espèces. Avant de fermer son nid, elle pond un œuf sur la dernière des proies paralysées mais vivantes qu'elle y a entreposées.
En France, les nids sont surtout visibles dans les régions chaudes (sud de la France et Corse) de mai à août.
On y compte jusqu'à trois générations par an.

## Distribution

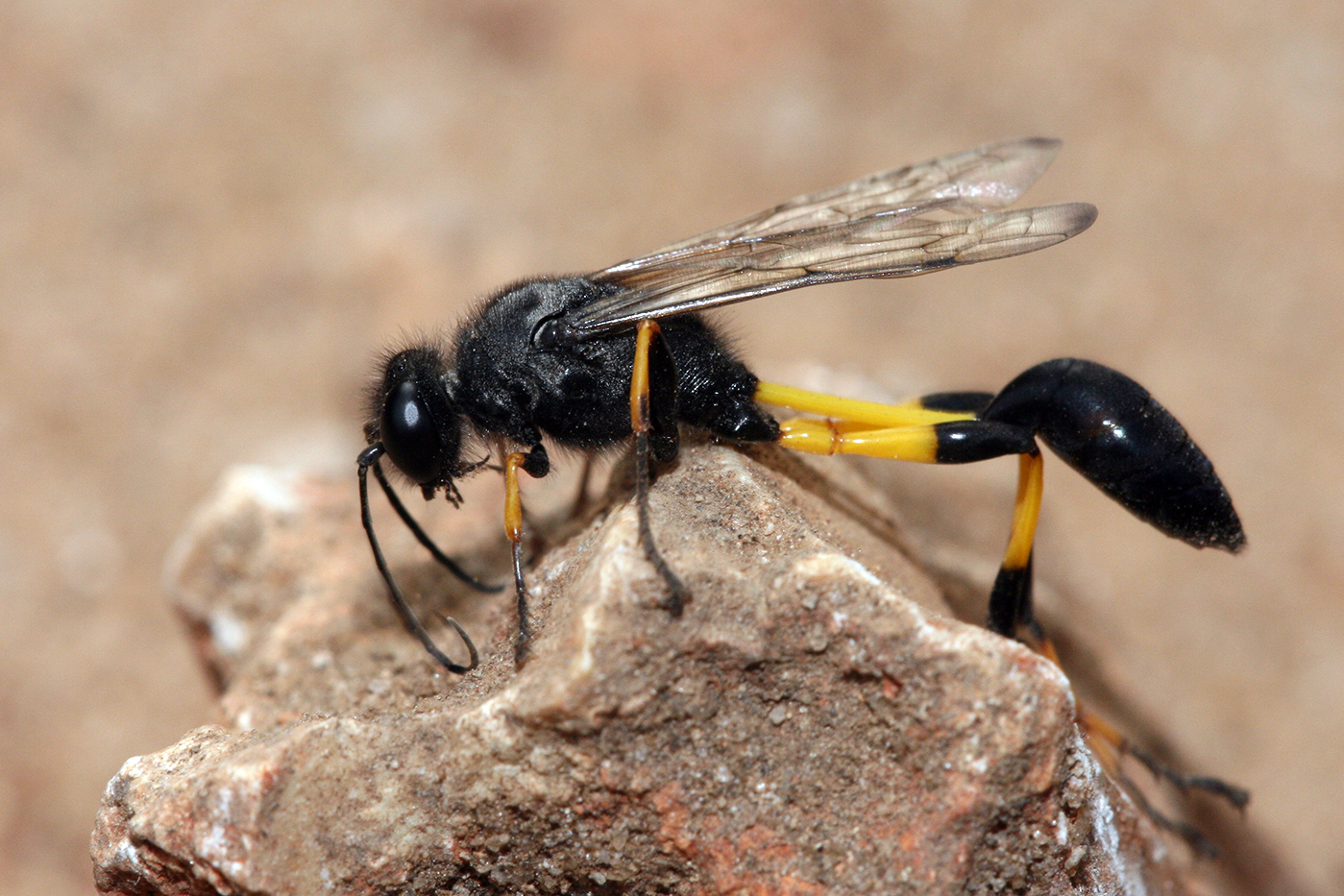
Sceliphron spirifex (Tanzanie).
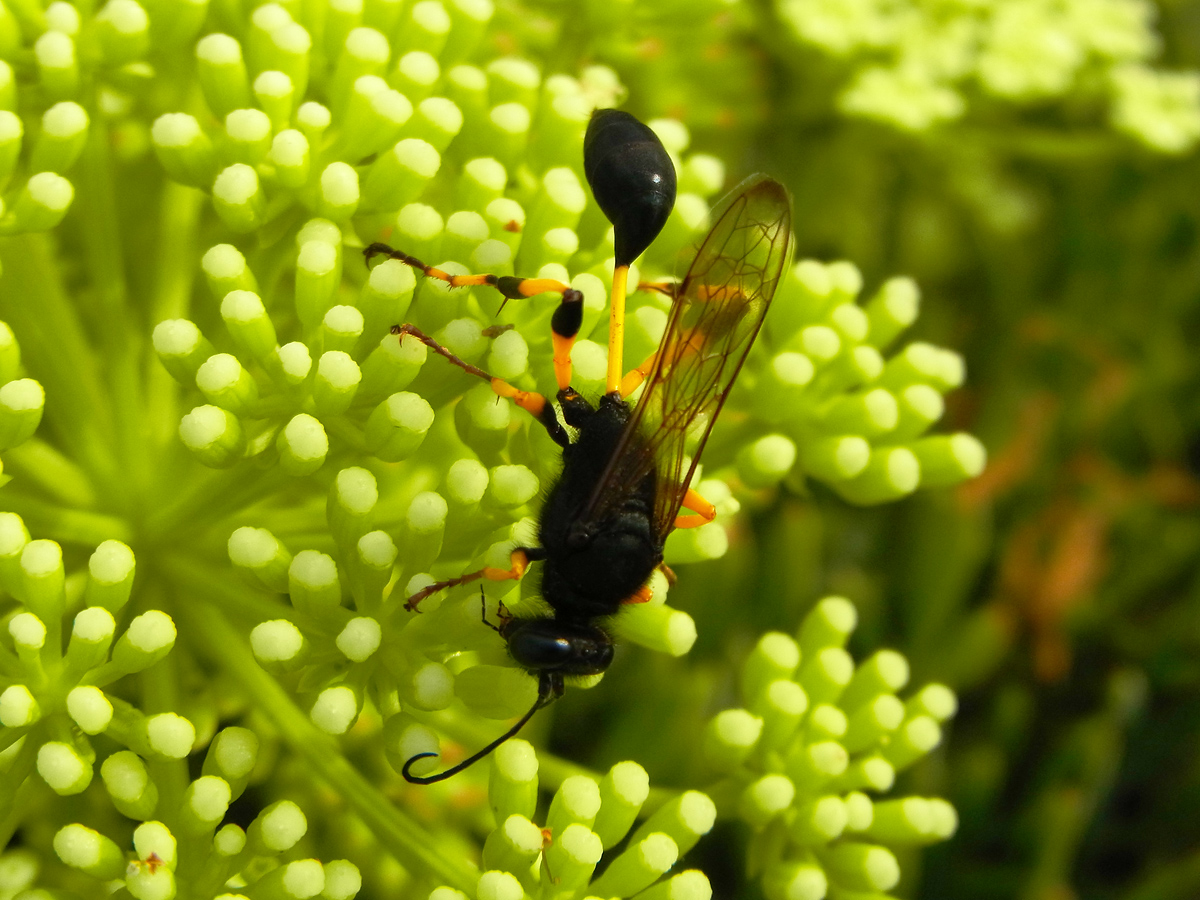
Sceliphron spirifex butinant (îles Baléares).
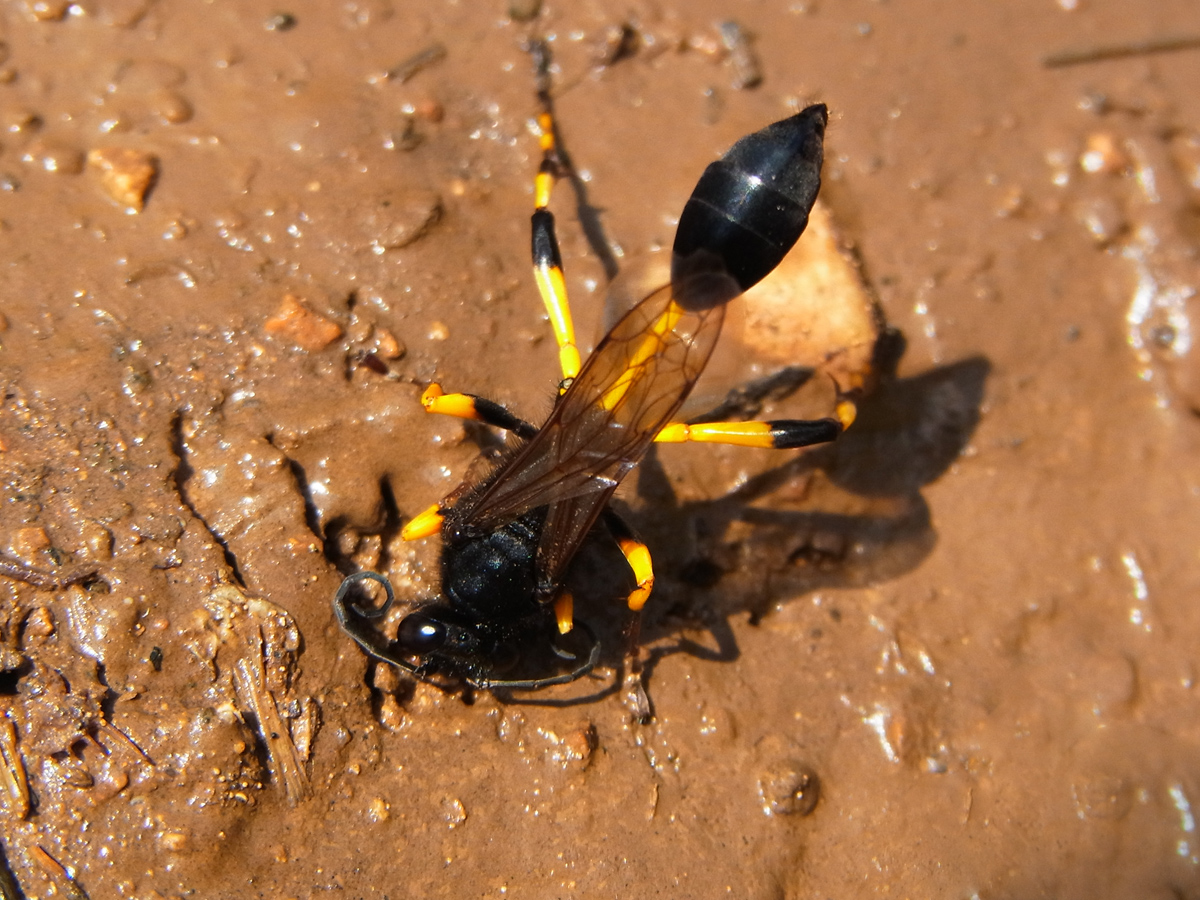
Sceliphron spirifex récoltant de la boue  (îles Baléares).